# Petea, Mureș
Petea (în trecut Petea de Câmpie) este un sat în comuna Band din județul Mureș, Transilvania, România.

## Istoric
Pe Harta Iosefină a Transilvaniei din 1769-1773 (Sectio 127), localitatea apare sub numele de „Pete”.

## Vezi și
- Biserica de lemn din Petea

## Imagini

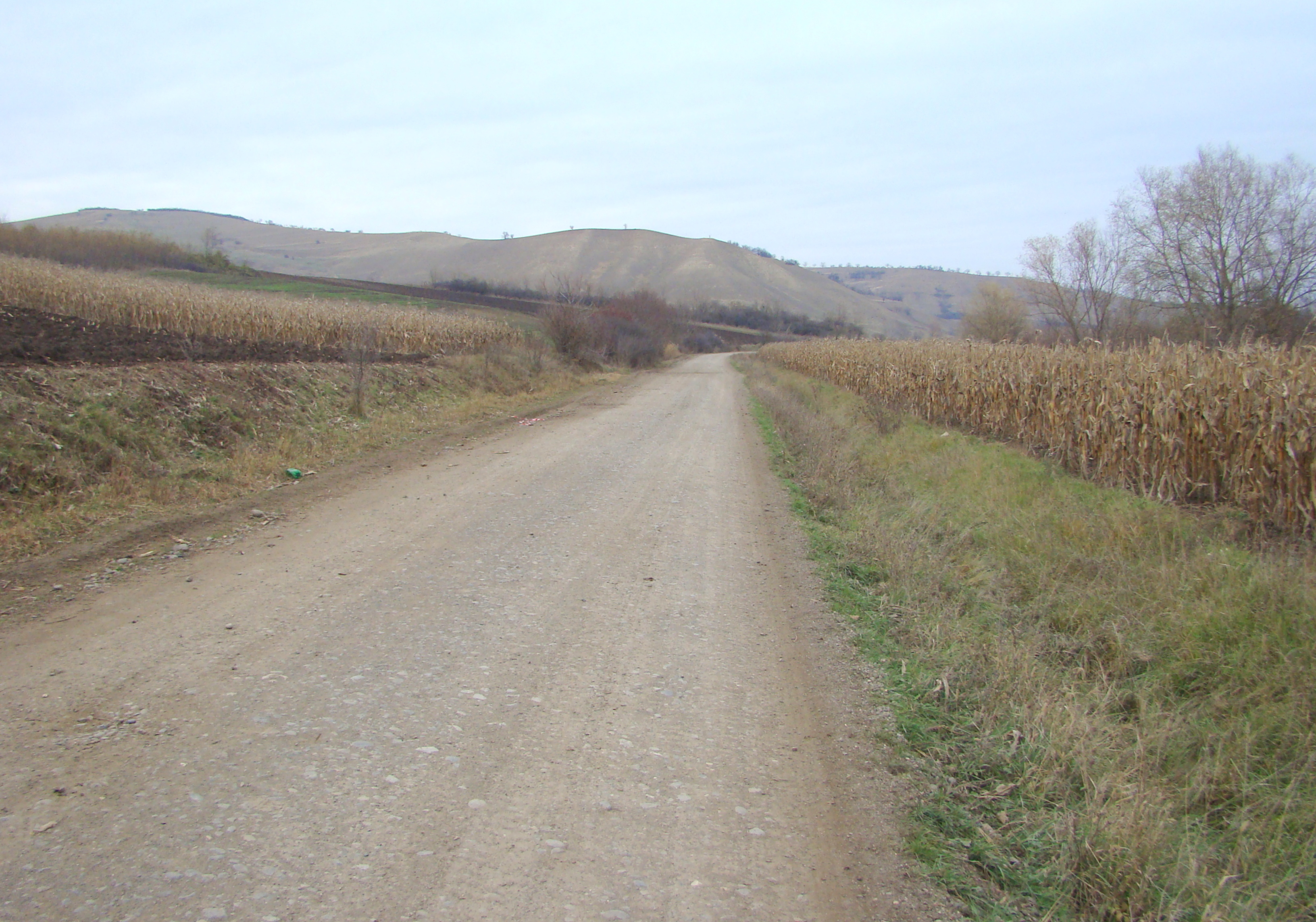
Drumul Vaideiu-Petea
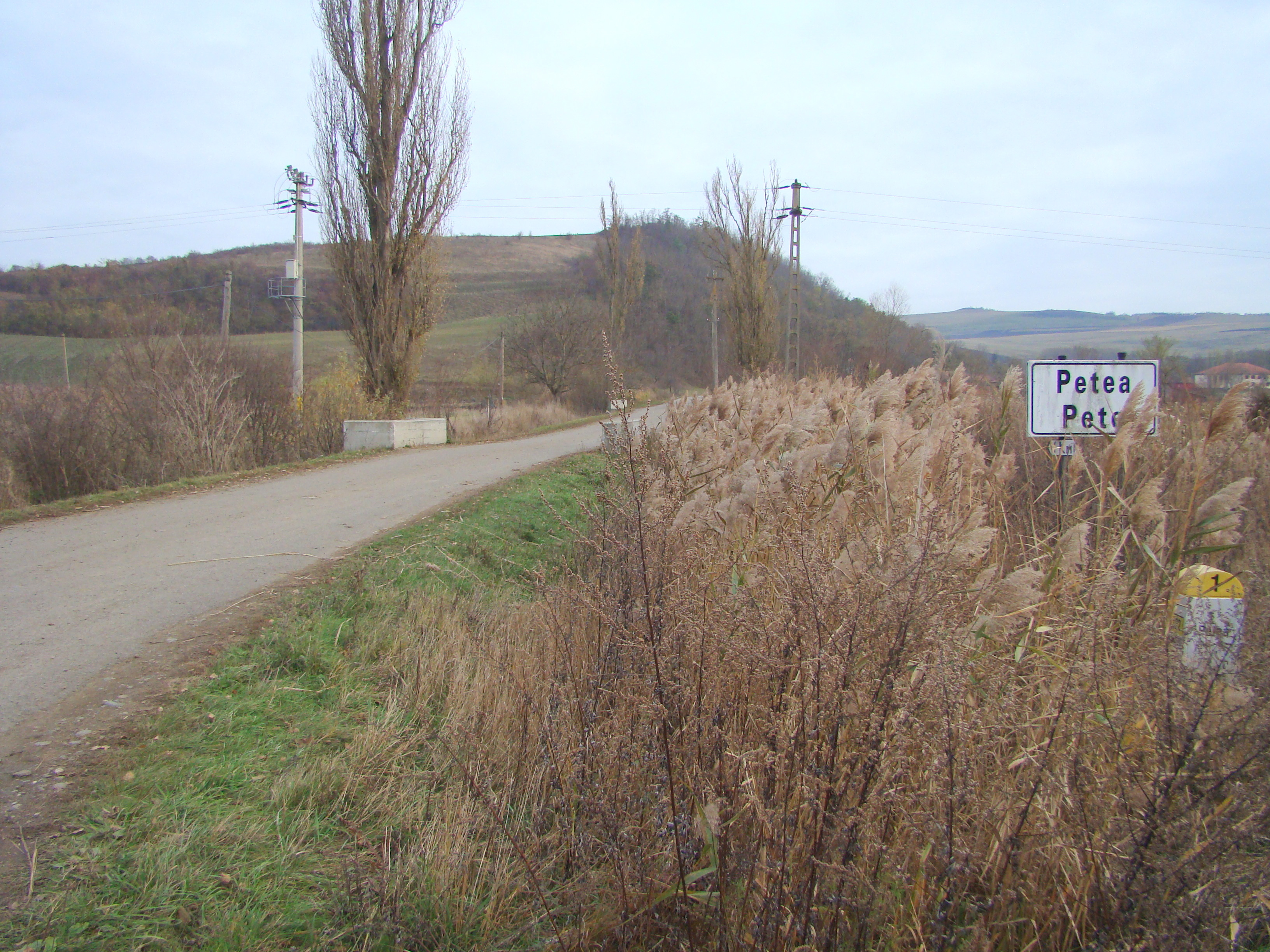
Intrarea în localitate
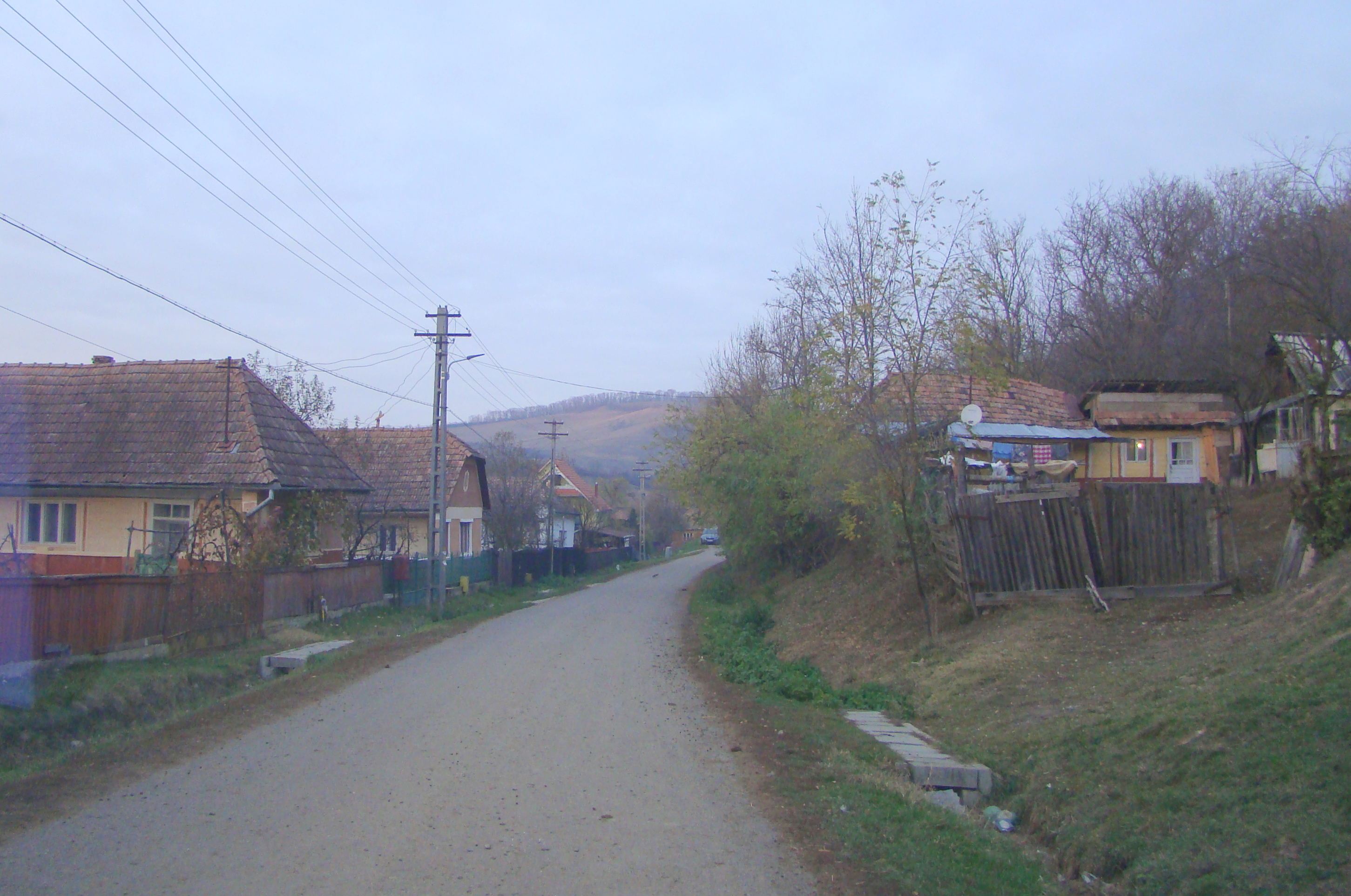
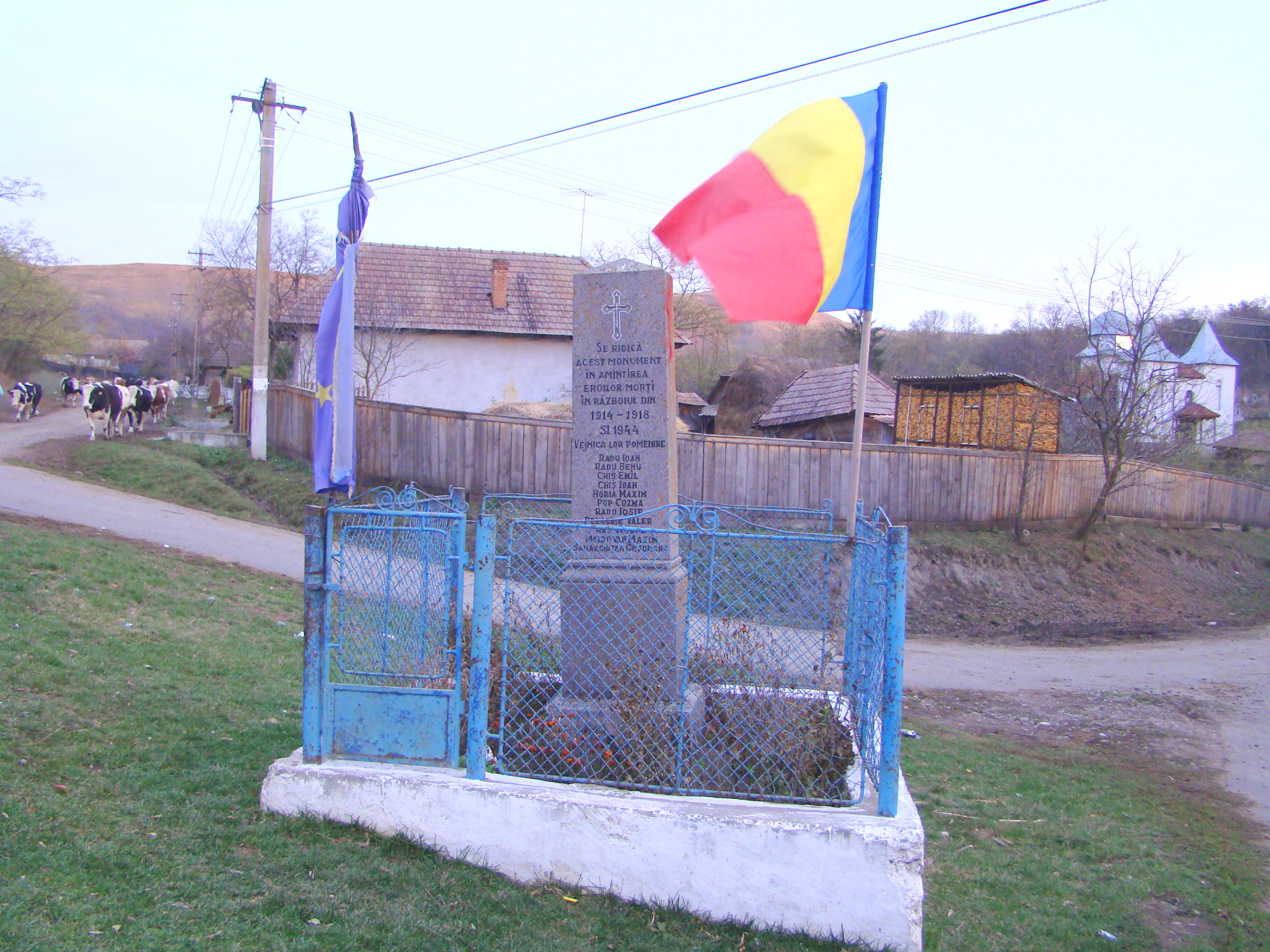
Monumentul eroilor
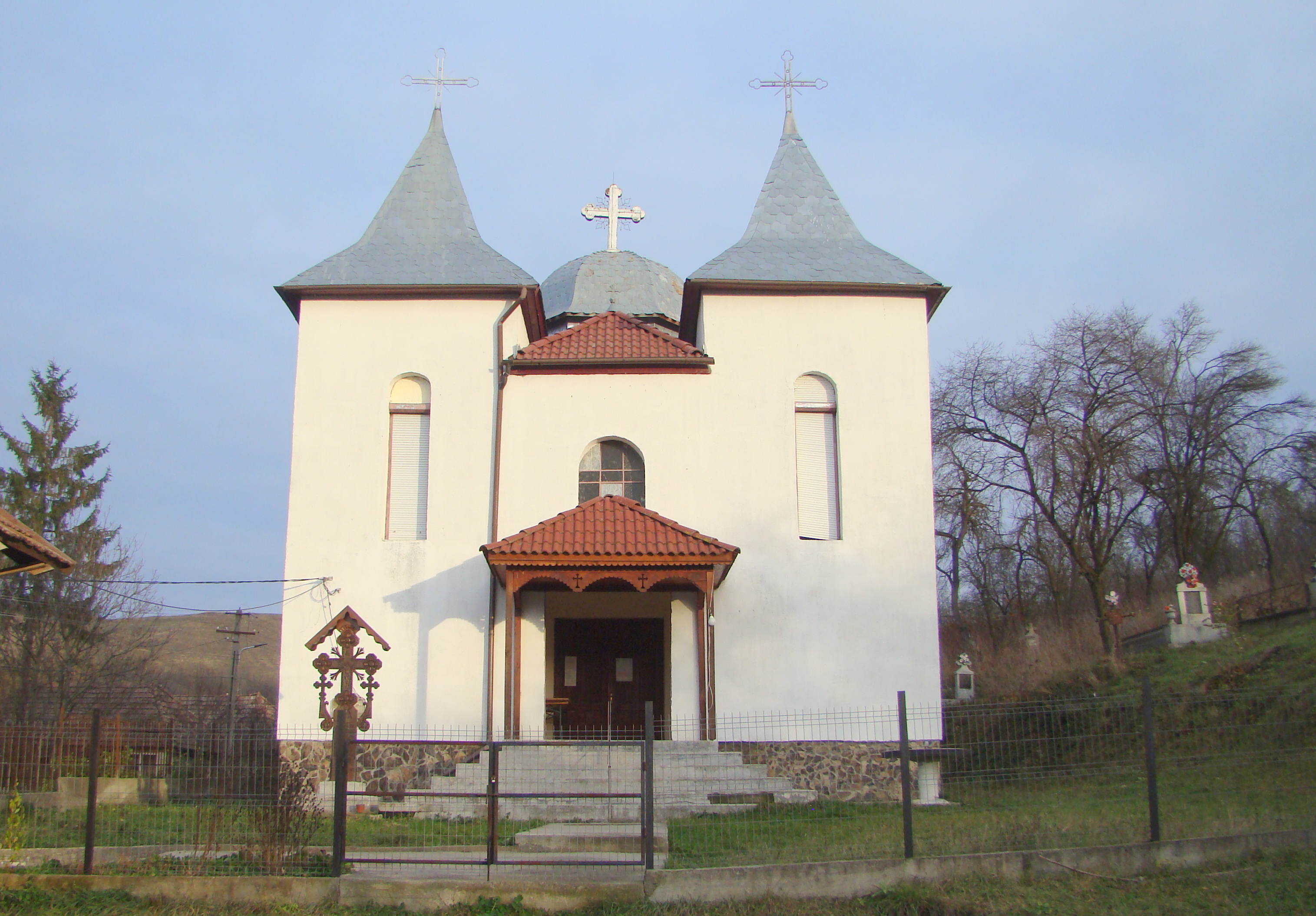
Biserica nouă cu hramul „Sfântul Ierarh Simion Ştefan”
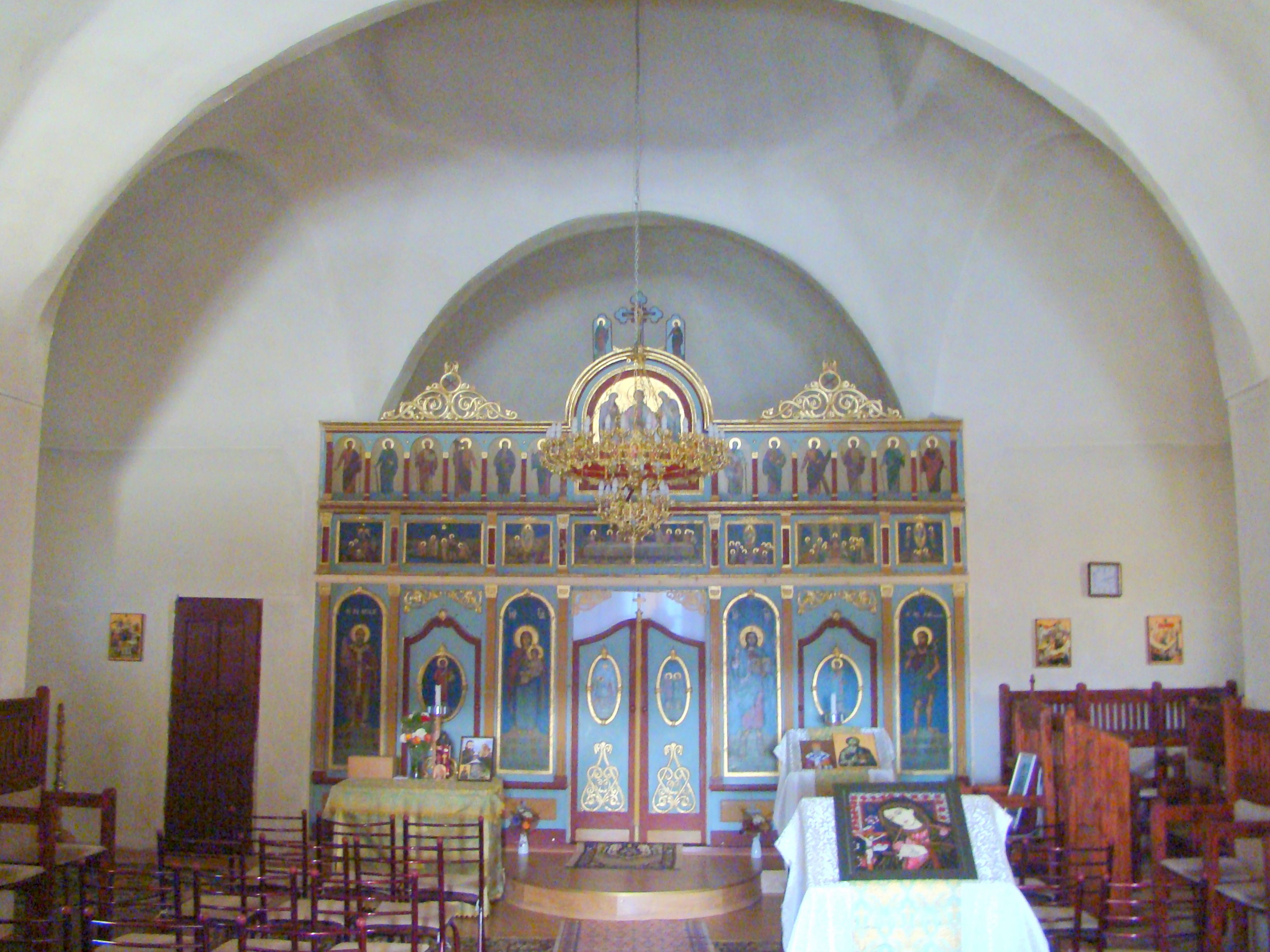
Biserica nouă cu hramul „Sfântul Ierarh Simion Ştefan” (iconostasul)